# Economia Indoneziei
Indonezia este o țară cu un înalt ritm de dezvoltare economică. Dezvoltarea industriei este favorizată de rezervele mari de substanțe minerale : carbuni, petrol, gaz natural, cupru, staniu, nichel, bauxită. Pe bază de materii prime proprii se dezvoltă intens industriile electroenergetică, metalurgia feroaselor, constructoare de mașini, chimică, textilă. Indonezia este unul din principalii producatorii mondiali de lemn, inclusiv a lemnului prețios de santal, teck, bambus etc. Condiții climatice mai favorabile pentru creșterea plantelor sunt în insulele Jawa și Sumatra. Aici se obțin cîte două-trei recolte pe an. Culturile principale sunt : orezul, arborele de cauciuc, arborele de cacao, arbustul de ceai, culturile citrice. Se cultivă arbori producatori de mirodenii : piper negru, vanilie scorțișoară, cuișoare, nucșoare etc. Orezariile ocupă 50% din suprafața cultivată, fiind extinse și pe versanții terasați. Creșterea animalelor (bovine, caprine, păsări) joacă un rol secundar în activitatea populației. Pentru mulți locuitori ai arhipelagului ocupația de bază este pescuitul. Rolul principal în traficul de pasageri și de mărfuri revine căilor maritime, Indonezia având circa 300 de porturi. Pe insula Jawa este prezent și transportul feroviar. Lungimea șoselelor este mică. Indonezia dispune de un potențial turistic înalt, anual fiind vizitată de circa 6 mln. de turiști străini. Principalele obiective turistice sunt templele budiste și hinduse, în special templul budist de la Borbudur - cel mai mare monument arhitectonic (sec. VII d. Hr.) din emisfera sudică. Alte atracții turistice sunt vulcanii și lacurile vulcanice, stațiunile balneomaritime etc.